# Kyle Fogg
Kyle Edward Fogg (Brea, California, 27 de enero de 1990) es un jugador de baloncesto estadounidense que pertenece a la plantilla de los Liaoning Flying Leopards de la CBA china. Con una altura de 1,90 metros juega en la posición de base.

## Carrera
Desarrolló su etapa universitaria como alumno de la Universidad de Arizona y jugador de los Wildcats, en los que compartió equipo con algunos jugadores de la NBA, como Derrick Williams, Salomon Hill, Nick Johnson, Jordan Hill y Chase Budinger, llegando a situar a su equipo entre los 8 mejores de la NCAA.
Comenzó su etapa como profesional en los Rio Grande Valley Vipers, siendo campeón de la D-League en 2013, tras no encontrar una oportunidad en la NBA. Un año más tarde, después de firmar un contrato temporal con los Denver Nuggets y ser liberado, decidió buscar acomodo en Europa firmando con el Lapuan Korkobrat de la Liga Finlandesa, equipo con el que se daría a conocer en el Viejo Continente tras ser MVP de dicha liga con unos promedios de más de 27 puntos, 6 rebotes y 5 asistencias por partido.
En la 2014/15 fichó por el conjunto belga de los Antwerp Giants, jugando por primera vez en su carrera competiciones europeas y siendo uno de los jugadores más destacados de la Eurochallenge de ese año.
En 2015, tras su frustrado fichaje por el Club Ourense Baloncesto, el base firma por una temporada con el Eisbären Bremerhaven, donde ha logrado, por bastante diferencia, ser el máximo anotador de una liga puntera como la Beko BBL, acreditando unos promedios de 18.2 puntos, 3.7 rebotes y 3.2 asistencias por partido llevando a su equipo, el Bremerhaven, al objetivo de la salvación.
En el verano de 2016 llega a un acuerdo con el Unicaja de Málaga de la liga ACB de España. Al término de la temporada aceptó una oferta de los Guangzhou Lions de la liga china por dos millones de euros por temporada.
En enero de 2021 decide fichar por los Liaoning Flying Leopards de la Chinese Basketball Association (CBA), para sustituir a Jonathon Simmons.